# Muzeum lehkého opevnění vz. 36 Ústí nad Labem – Hostovice
Muzeum lehkého opevnění vz. 36 Ústí nad Labem – Hostovice se nachází v objektu rekonstruovaného Lehké opevnění vzor 36, typ C, č.186/XI. Trmice.

## Popis
Muzeum se zabývá rekonstrukcí jednoho z objektů československého předválečného opevnění budovaného v letech 1935–1938. Založeno bylo z iniciativy členů zájmového spolku Klub vojenské historie Trmice jakožto jediné fungující muzeum opevnění na Ústecku. Náplní zřízeného muzea je uchování památky na odhodlání předešlé generace našeho národa k obraně republiky.
Muzejní expozice je dovážena na otvírací dny a její obsah je obměňován. Ve střelecké místnosti objektu seznamuje návštěvníky s historií předválečného opevnění v Československu a na Ústecku. Její nedílnou součástí jsou předměty ze sbírek spolku jako dobové uniformy, fotografie aj. Základními pilíři výbavy jsou jeden lehký a dva těžké kulomety z výzbroje předválečné československé armády, kterými bylo lehké opevnění tehdy vyzbrojováno – LK vz. 26 (v expozici představován LK vz. 30J), TK vz. 37 a TK vz. 7/24 (v expozici původní rakousko-uherský typ Schwarzlose M07/12).

## Otevírací doba
Muzeum má otevřeno pravidelně na státní svátky a mimořádně i mimo ně, termíny otevření jsou zveřejňovány na domovské internetové stránce a lze si domluvit i soukromou prohlídku bez expozice v libovolný termín.

## Poloha
Muzeum se nachází v bunkru nad dálničním přivaděčem mezi Trmicemi a Ústím nad Labem, přímo u odbočky do Hostovic (křižovatka ulic Žižkova a Hostovická).